# Gang Related
Gang Related är en amerikansk film från 1997 i regi av Jim Kouf.

## Rollista (i urval)
- James Belushi - Det. Frank Divinci
- Tupac Shakur - Det. Rodriguez
- Lela Rochon - Cynthia Webb
- Dennis Quaid - Joe Doe/William R. McCall
- James Earl Jones - Arthur Baylor
- David Paymer - Elliot Goff
- Wendy Crewson - Helen Eden
- Gary Cole - Richard Simms